# Countrypop

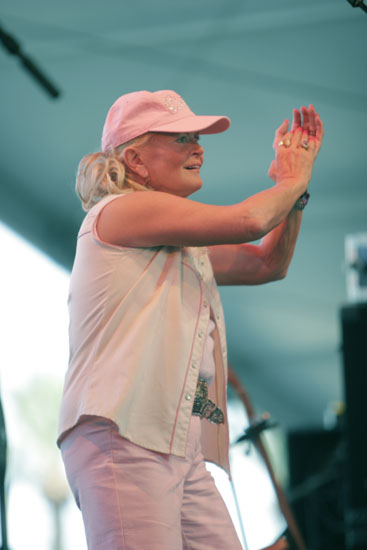
Lynn Anderson på scenen

Countrypop är en musikalisk inriktning inom country som uppstod under 1970-talet med artister som John Denver, Olivia Newton-John och Dolly Parton. Typiskt för countrypop är Nashvillesoundet, och det är vanligt med kvinnliga sångare, och country blandas med pop och mjukrock.
Att blanda country och pop började dock under 1950-talet då Chet Atkins och Owen Bradley ville skapa en ny sorts musik för den vuxna publiken, efter att man ansåg att "rockabilly stal en stor del av countrymusikens unga publik" 
Enligt Bill Ivey startade genren i Nashville och blev känd som  Nashvillesoundet. Han menar att "Nashvillesoundet" ofta producerade skivor som lät mer pop än country", med mindre fiol och banjo. Patsy Cline, Jim Reeves och Eddy Arnold tillhörde de populärare artisterna vid denna tid.

## Artister
Exempel på framgångsrika artister inom genren i dag är Dwight Yoakam, Shania Twain, Taylor Swift, LeAnn Rimes, Faith Hill, Keith Urban, Brad Paisley och Garth Brooks. 
I Sverige har bland andra Kikki Danielsson och Jill Johnson varit företrädaren för genren.

### Fotnoter
1. ↑  http://uk.real.com/music/genre/Nashville_Sound/
2. ↑  Ivey, B: "The Nashville Sound." The Encyclopedia of Country Music, page 371-372